# Limnoxenus nesiticus
Limnoxenus nesiticus är en skalbaggsart som först beskrevs av Sharp 1908.  Limnoxenus nesiticus ingår i släktet Limnoxenus och familjen palpbaggar. Inga underarter finns listade i Catalogue of Life.